# Larry Ogunjobi
Olumide Larry Ogunjobi (Livingston, Nueva Jersey, 3 de junio de 1994) más conocido como Larry Ogunjobi, es un jugador profesional estadounidense de fútbol americano que se desempeña en la posición de defensive tackle en Pittsburgh Steelers, equipo de la National Football League (NFL).

## Carrera
Fue seleccionado en la tercera ronda en la Reunión Anual de Selección de Jugadores de la NFL de 2017. Hizo su debut profesional con el equipo Cleveland Browns, en el cual jugó cuatro temporadas (2017-2021), después pasó a Cincinnati Bengals (2021-2022), luego a Pittsburgh Steelers, donde lleva jugando dos temporadas.